# Formica difficilis
Formica difficilis es una especie de hormiga del género Formica, familia Formicidae. Fue descrita científicamente por Emery en 1893.
Se distribuye por los Estados Unidos. Se ha encontrado a elevaciones de hasta 175 metros. Vive en microhábitats como rocas y troncos muertos.